# La Alameda, Delstaten Mexiko
La Alameda är en ort i Mexiko.   Den ligger i kommunen Villa Victoria och delstaten Mexiko, i den sydöstra delen av landet, 90 km väster om huvudstaden Mexico City. La Alameda ligger 2 622 meter över havet och antalet invånare är 614.
Terrängen runt La Alameda är kuperad åt nordost, men åt sydväst är den platt. Runt La Alameda är det ganska tätbefolkat, med 166 invånare per kvadratkilometer. Närmaste större samhälle är Barrio de Centro del Cerrillo, 3,9 km nordost om La Alameda. Trakten runt La Alameda består till största delen av jordbruksmark.